# Villa Palagonia

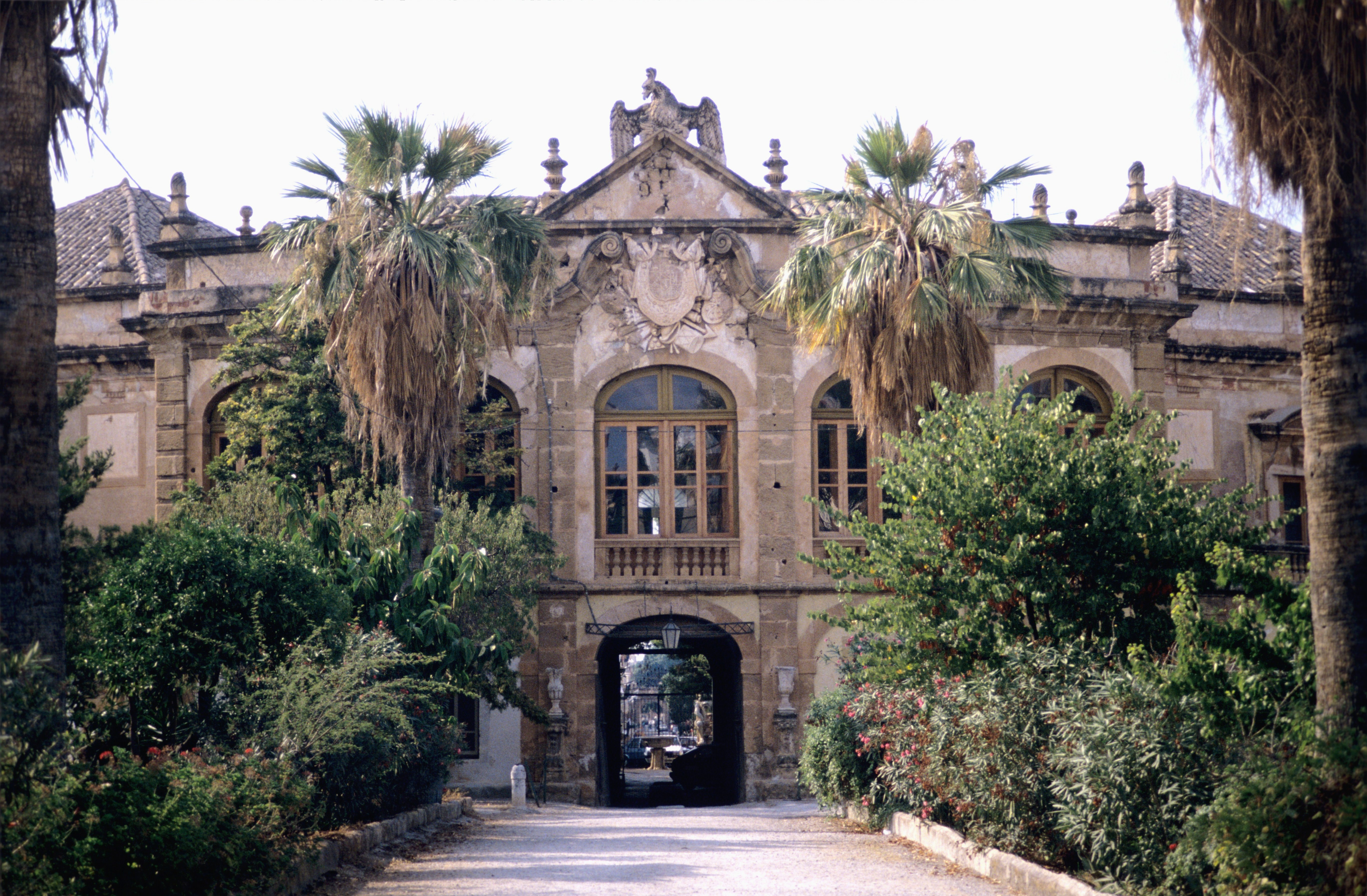
Villa Palagonia

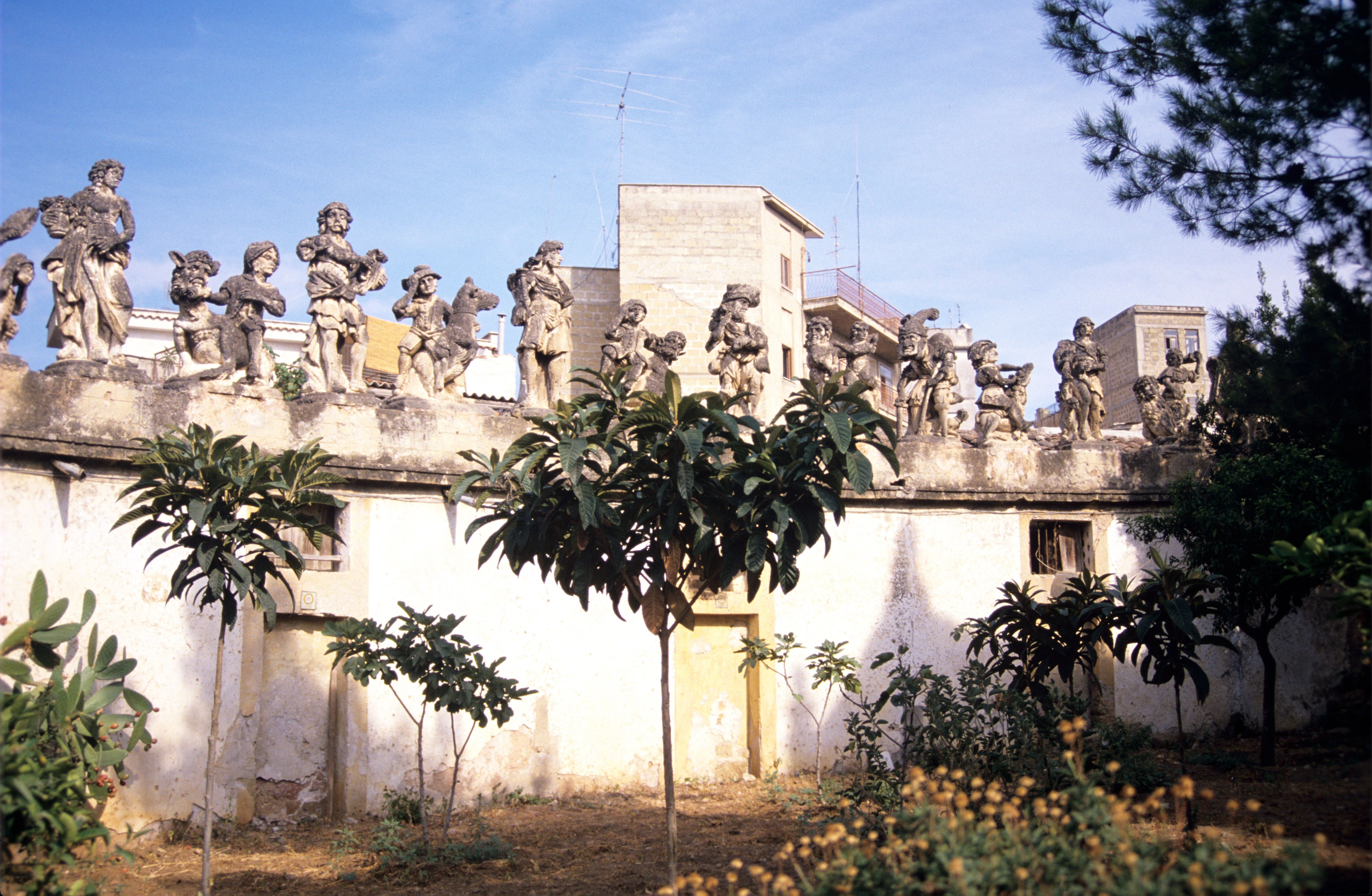
Außenmauer mit grotesken Figuren

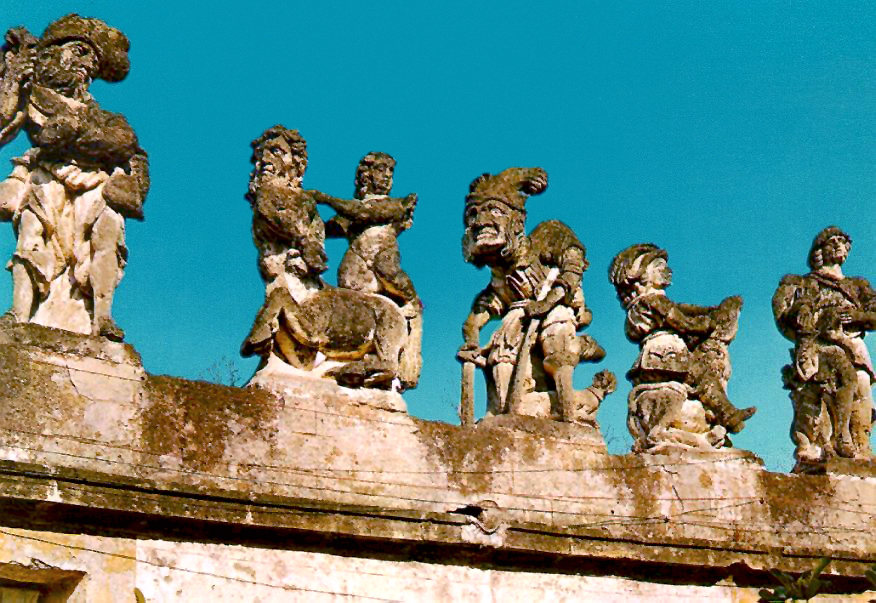
Figurenschmuck

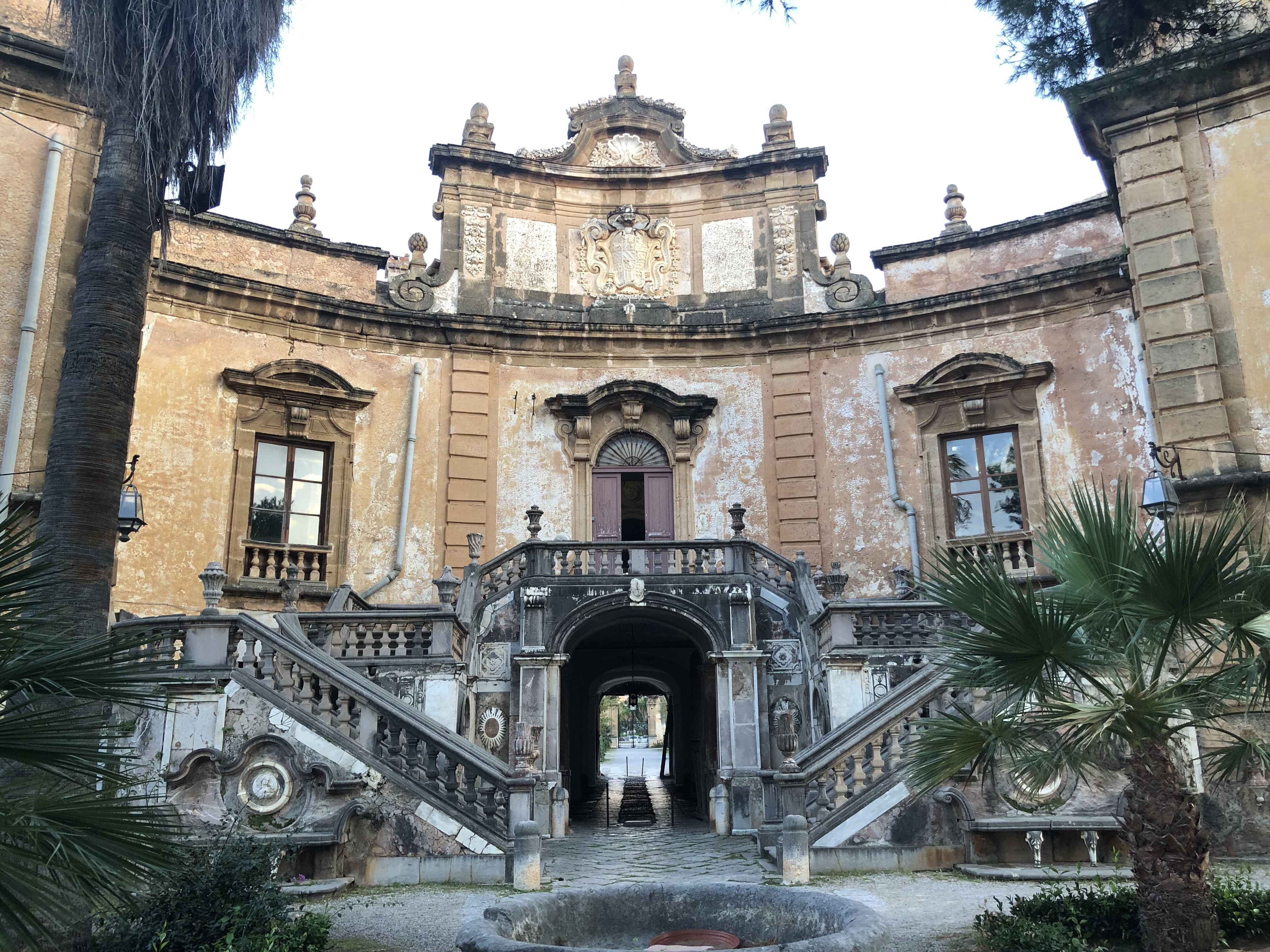
Innenhof

Die Villa Palagonia in Bagheria, 15 km entfernt von Palermo, ist ein ungewöhnliches Barockschloss. Das 1715 durch den Architekten Tommaso Napoli unter Mitwirkung von Agatino Daidone errichtete Gebäude hat die Form eines Viertelkreises, was auf beiden Seiten gerundete Fassaden sowie auf der Innenseite einen kleinen Hof ergibt, der aufgrund zweier vorgesetzter turmartiger Flügelchen fast geschlossen ist. 
Die Anlage ist vor allem wegen ihrer Statuen bekannt geworden. Diese, Monstren mit menschlichen Gesichtern, verschafften ihm die Bezeichnung Villa dei Mostri. Der groteske Statuenschmuck, 1749 vom damaligen Besitzer Francesco Ferdinando II. Gravina, Fürst von Palagonia, dem Sohn des Erbauers, angebracht, faszinierte schon Italienreisende wie Henry Swinburne, Patrick Brydone, John Soane oder Johann Wolfgang von Goethe, dessen Beschreibung in seiner „Italienischen Reise“ unter dem Datum des 9. April 1787 deutlich ablehnender Natur ist („Spitzruten des Wahnsinns“); er störte sich nicht nur an der „gepfuschten“ Ausführung und grotesken Symbolik der Figuren aus Muscheltuff, sondern auch an ihrer „ohne Sinn und Verstand zusammengewürfelten“ Aufstellung. Der Sinn des Hausherrn für das Groteske zeigte sich auch am Mobiliar: ungleich abgesägte Stuhlbeine, Polster mit darunter verborgenen Stacheln, an der Decke der Kapelle ein Kruzifix, wo aus dem Nabel des Gekreuzigten eine Kette herabhängt, woran ein kniend betender Mann in der Luft schwebt, der den andächtigen Besitzer darstellen soll.
Die phantastische Architektur der Villa Palagonia wurde besonders von den Surrealisten um André Breton geschätzt. Michelangelo Antonioni drehte hier 1960 zum Teil den Film Die mit der Liebe spielen. Die Villa ist seit 1885 im Besitz der Familie Castronovo; Garten und Festsäle sind zu besichtigen.